# ラジカル・ラプソディ
『ラジカル・ラプソディ』（原題：Pursuit of Radical Rhapsody）は、アメリカ合衆国のギタリスト、アル・ディ・メオラが2011年に発表したスタジオ・アルバム。

## 背景
大部分の曲はディ・メオラ自身の曲だが、ビートルズの「ストロベリー・フィールズ」とハロルド・アーレン作のスタンダード・ナンバー「虹の彼方に」のみカヴァー曲で、これら2曲にはチャーリー・ヘイデンがゲスト参加した。2部構成の「マワジン」は、モロッコの音楽フェスティバル「マワジン」に出演した際の体験にインスパイアされた曲である。

## 反響・評価
『ビルボード』のジャズ・アルバム・チャートでは4位に達した。
スティーヴン・ウッドはAll About Jazzにおいて5点満点中3点を付け「彼は相変わらず、特定のジャンルに収まることなく、パット・メセニーとバーデン・パウエルとジョー・サトリアーニとアンドレス・セゴビアを合わせたような刺激的なスタイルを、殆どがオリジナル曲である本作でも誇示している」「親しみやすいレコードではなく、ジャズ・バーよりはオペラ・ハウスが似つかわしい」と評している。アレックス・ヘンダーソンはオールミュージックにおいて5点満点中4点を付け「このCDでもディ・メオラは相変わらず、世界を俯瞰した姿勢を明確にしており、アルゼンチン・タンゴ、スペインのフラメンコ、中東および北アフリカの音楽をすべて取り込んでいる。さらにアフロ・キューバンのサルサも同様に取り込んでおり、ベーシストのチャーリー・ヘイデン、ハバナ出身のゴンサロ・ルバルカバという、ラテン・ミュージック界で優れた実績を残してきた2人のゲストも迎えられた」と評している。また、『CDジャーナル』のミニ・レビューでは「緻密かつダイナミックに繰り広げる哀愁と情熱のラテン・フュージョン」と評されている。

## 収録曲
特記なき楽曲はアル・ディ・メオラ作曲。
1. シベリアナ - "Siberiana" - 8:28
2. パラマーズ・ララバイ - "Paramour's Lullaby" - 7:45
3. マワジン・パート1 - "Mawazine Pt 1" - 2:07
4. ミケランジェロズ・7th・チャイルド - "Michelangelo's 7th Child" - 7:30
5. ガンビエロ - "Gumbiero" - 6:18
6. ブレイヴ・ニュー・ワールド - "Brave New World" - 1:54
7. フル・フロンタル・コントラプンタル - "Full Frontal Contrapuntal" - 4:52
8. ザット・ウェイ・ビフォー - "That Way Before" - 3:06
9. ファイアーフライズ - "Fireflies" - 4:01
10. デスティネーション・ゴンサロ - "Destination Gonzalo" - 5:16
11. ボナ - "Bona" - 6:00
12. ラジカル・ラプソディ - "Radical Rhapsody" - 5:02
13. ストロベリー・フィールズ - "Strawberry Fields" (John Lennon, Paul McCartney) - 4:09
14. マワジン・パート2 - "Mawazine Pt 2" - 2:54
15. 虹の彼方に - "Over the Rainbow" (Harold Arlen) - 3:04

## 参加ミュージシャン
- アル・ディ・メオラ - アコースティック・ギター、エレクトリック・ギター、キーボード、パーカッション
- ケヴィン・セディキ - セカンド・ギター
- ファウスト・ベカロッシ - アコーディオン
- ヴィクター・ミランダ - エレクトリック・アップライト・ベース
- ピーター・カスザス - ドラムス、パーカッション
- ガンビ・オーティス - パーカッション

アディショナル・ミュージシャン
- バリー・マイルス - アディショナル・キーボード、ストリングス・アレンジ
- ゴンサロ・ルバルカバ - ピアノ(on #5, #10, #12, #13)
- チャーリー・ヘイデン - アコースティック・ベース(on #13, #15)
- ピーター・アースキン - ドラムス(on #4, #10, #12)
- ミノ・シネル - パーカッション(on #3, #4, #13, #14)
- Gábor Csonka, Viktor Uhrin - ヴァイオリン (on #4, #11, #15)
- Gergely Kuklis - ヴァイオリン(on #4)
- Gyula Benkö - ヴィオラ(on #4, #11, #15)
- András Sturcz - チェロ(on #4, #11, #15)